# Orde van de Leeuw van Zähringen

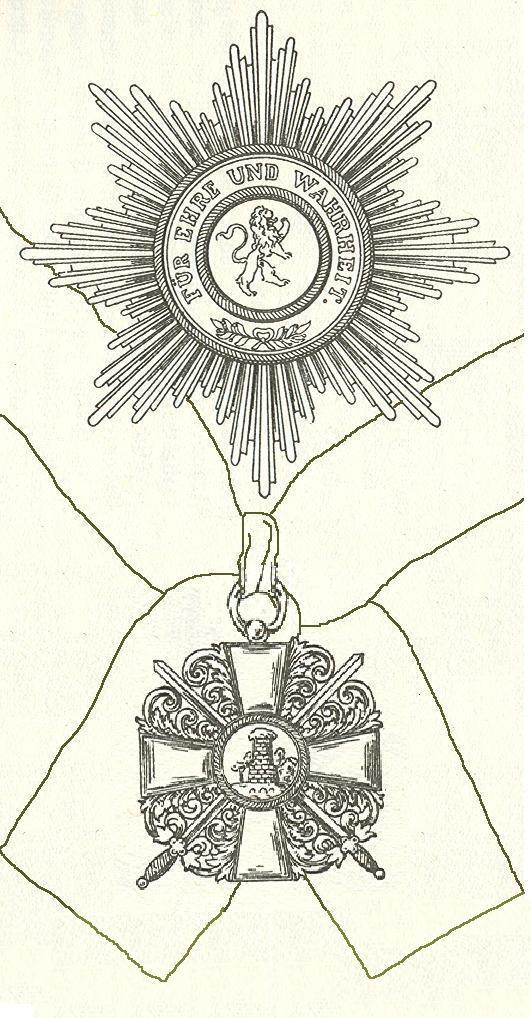
Ster en juweel van de Orde van de Zähringer Löwe.

De Orde van de Leeuw van Zähringen (Duits: Orden vom Zähringer Löwen) werd gesticht door Groothertog Karel van Baden op 26 december 1812. De Orde bestaat nog steeds en is de Huisorde van het Huis Zähringen.
Het lint is groen met twee gouden strepen langs de rand.
De Orde heeft vijf graden en is ingesteld om aan de afstamming van de Groothertogen van de Hertogen van Zähringen te herinneren. De kruisen werden voor bijzondere verdienste van gouden eikenloof en voor bijzondere verdienste in oorlogstijd van gouden zwaarden voorzien. De ridders van de Huisorde van de Trouw droegen de hoogste klasse, de Orde van Berthold de Eerste van Zähringen genoemd, om de hals.

## De graden en versierselen van de Orde

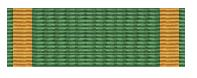
Het lint van de Orde.

Het lint van deze Orde is groen met twee gouden strepen langs de rand.
Van 1877 tot aan de herziening van de statuten in 1896 was de Orde van Berthold de Eerste van Zähringen officieel de hoogste graad van de Orde van de Leeuw van Zähringen. Vanaf 1896 werd dit een aparte Ridderorde.

### Grootkruis
Het Grootkruis werd tot 1918 ongeveer 65 maal verleend. 41 maal werd de onderscheiding tijdens de Eerste Wereldoorlog toegekend. De Grootkruisen droegen een kruis van de Orde aan een groen lint met zilveren strepen over de rechterschouder en een ster van de Orde.
Op de ster is een medaillon aangebracht met een gouden leeuw op een rode achtergrond. Op de witte ring daaromheen staat in gouden letters "FÜR EHRE UND WAHRHEIT" (Duits: "Voor eer en waarheid").
Zevenmaal werd een grootkruis in de Orde van de Leeuw van Zähringen met briljanten toegekend. De
- 1815 Reinhard Freiherr v. Berstett
- 1856 Graaf von Keller, Koninklijk Pruisisch Opperhofmaarschalk en Huismaarschalk
- 1856 Graaf von Pückler, Koninklijk Pruisisch Hofmaarschalk[1]
- 1857 Graaf von Severine, Keizerlijk Russisch gezant in Karlsruhe
- 1861 De heer Williamoff, Keizerlijk Russisch generaal à la Suite
- 1863 Graaf Stroganoff, Keizerlijk Russisch Opperstalmeester
- 1889 Baron von Cohn, bankier

In het jaar 1875 werd een gouden keten, met kleinood en ster, de beide laatsten "met de zwaarden" en met briljanten versierd, aan generaal von Werder verleend.

### Commandeur der Eerste Klasse (sinds 1877)
Deze onderscheiding werd tot 1918 ongeveer 108 maal verleend. Drieëntachtig verleningen van kruisen en plaques met zwaarden zijn bekend waarvan het merendeel, drieënvijftig stuks in de Eerste Wereldoorlog werd verleend. Deze onderscheidingen zijn van verguld zilver. De heer Volle noemt in zijn boek het aantal van 73 benoemingen. In 21 gevallen met eikenloof. De Commandeur der Eerste Klasse draagt een juweel van de Orde aan een lint om de hals en het kruis van en de Orde op een vierkante "plaque" op de linkerborst.

## Het kleinood
Het kleinood van de Orde is een met groen glas bedekt kruis. In het medaillon is de toren van de ruïne van het stamslot van de Zähringer afgebeeld. In de armen van het kruis zijn drie opgestapelde vuurslagen geplaatst. Op de keerzijde is een gouden leeuw op een rode achtergrond aangebracht.

### Commandeur
Deze onderscheiding werd tot 1918 ongeveer 195 maal, waarvan 21 maal met eikenloof verleend. De Commandeur draagt een juweel van de Orde aan een lint om de hals. Volle noemt het aantal van 97 waarvan drie een plaque als van de Commandeurs der Eerste Klasse mochten dragen.

### Ridder der Eerste Klasse
Deze onderscheiding werd tot 1918 ongeveer 962 maal, waarvan volgens sommige opgaven 244 maal met eikenloof, verleend. De ridders droegen een gouden kruis aan een lint op de linkerborst.
Drie heren ontvingen een ridderkruis " met zwaarden aan de ring" wat betekende dat zij het kruis der Tweede Klasse met zwaarden hadden gedragen en bevorderd waren. Het waren
- 1866 De "Kgl. Preußischen geheimen Kriegsrat" Ekert
- 1871 De "Oberamtmann" Flad
- 1871 De "Oberamtmann" Schindler

### Ridder der Tweede Klasse (sinds 1866)
Deze onderscheiding werd tot 1918 ongeveer 6754 maal, waarvan ongeveer 1500 maal met eikenloof, verleend. De ridders droegen een zilveren kruis aan een lint op de linkerborst.
Het is niet precies bekend hoe vaak de onderscheiding werd verleend. De opgegeven aantallen zijn van de hand van Henning Volle. Andere bronnen, waaronder Erhard Roth geven veel lagere aantallen.

### Kruis van Verdienste

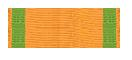
Het lint van het kruis van de Orde.

Het Kruis van Verdienste van de Orde van de Zähringer Leeuw (Duits: "Verdienstkreuz des Orden vom Zähringer Löwen") werd op 29 april 1889 als een lagere graad van de Orde ingesteld en vooral aan onderofficieren verleend. Het lint was oranje met twee groene strepen en dus het spiegelbeeld van dat van de Orde van de Leeuw van Zähringen.
Een maand na het begin van de Eerste Wereldoorlog, op 25 september 1914, gelastte de Groothertog dat het kruis wanneer dat werd toegekend voor "voorbeeldig gedrag aan het front" aan het lint van de exclusieve Militaire Karl-Friedrich-Verdienstorde mocht worden gedragen. Op 13 november 1917 kregen de Kruisen van Verdienste een gekroonde "F" om op de baton te spelden. Ook van dit kruis is niet bekend hoe vaak het werd verleend. Bronnen spreken van 2700 kruisen waarvan minder dan 600 aan het lint van de Militaire Karl-Friedrich-Verdienstorde.
Huisorde van de Trouw · 
Militaire Karl-Friedrich-Verdienstorde · 
Orde van Berthold de Eerste ·
Orde van Berthold de Eerste van Zähringen · 
Orde van de Leeuw van Zähringen ·
Herinneringskruis voor de Veldtocht van 1870/71
Zie ook: Ridderorden in Baden · Onderscheidingen in Baden